# Where I Belong
„Where I Belong” este un cântec al cântăreței australiane Sia. Acesta a fost lansat ca cel de-al treilea disc single de pe cel de-al treilea ei album de studio Colour the Small One (2004) în august 2004
„Where I Belong”, a fost programat pentru a fi inclus pe coloana sonoră a filmului Omul-păianjen 2; Cu toate acestea, ca urmare a unui conflict cu casa ei de discuri, a fost retras în ultimul moment.

## Promovare
Sia a interpretat piesa pe cea de-a patra ei apariție de vară live în 2004:
- 1 iulie – Lock 17
- 1 august – Big Chill
- 4 august – În susținerea lui Air la Somerset House
- 15 august – Weekender Summer Sundae, Leicester.

## Recenzie
Într-o recenzie al albumului, Daniel Murt de la The Guardian a enumerat „Where I Belong” ca piese ieșite în evidență alături de „Don't Bring Me Down”.

## Clasamente
Pe data de 21 august 2004, cântecul a debutat la numărul 85 pe UK Singles Chart și a rămas în Top-ul 100 pentru o săptamână.

## Lista pieselor
- Descărcare digitală[5]

1. „Where I Belong (Radio Edit)” – 4:44

- CD Maxi[6]

1. „Where I Belong” - 4:45
2. „Where I Belong (Roni Size Remix)” – 5:58
3. „Where I Belong (Red Astaire Remix)” – 6:06
4. „Where I Belong (Wookie Remix)” – 4:35
5. „Where I Belong (Hot Chip Remix)” – 5:06
6. „Where I Belong (Future Funk Squad Acidic Funk Dub)” – 5:52
7. „Where I Belong (Roni Size Crush Remix)” – 5:32

- 2008 US Remix 1[7]

1. „Where I Belong (Roni Size Remix)” – 6:03
2. „Where I Belong (Roni Size Crush Remix)” – 5:34

- 2008 US Remix 2[8]

1. „Where I Belong (Red Astaire Remix)” – 6:11
2. „Where I Belong (Future Funk Squad "Acidic-Funk" Dub)” – 5:55

## Istoricul lansărilor
| Țară            | Dată          | Format              | Casă de discuri | Ref.   |
| --------------- | ------------- | ------------------- | --------------- | ------ |
| Regatul Unit    | 9 august 2004 | CD single           | Go! Beat        | [ 9 ]  |
| Regatul Unit    | 9 august 2004 | Vinil, CD Maxi      | Go! Beat        | [ 10 ] |
| America de nord | 15 iulie 2008 | Descărcare digitală | Go! Beat        | [ 11 ] |
| America de nord | 15 iulie 2008 | Descărcare digitală | Go! Beat        | [ 12 ] |